# 高城町駅

高城町駅付近の路線図

高城町駅（たかぎまちえき）は、宮城県宮城郡松島町高城字元釜家（もとかまや）にある、東日本旅客鉄道（JR東日本）の駅である。

## 乗り入れ路線
仙石線を所属線として、東北本線支線（通称：仙石線・東北本線接続線）を加えた2路線が乗り入れている。東北本線支線は当駅が終点であるが、接続線を経由して東北本線塩釜駅・仙台駅方面と仙石線石巻駅方面の直通列車が運行されており、それらの系統は「仙石東北ライン」の名称で案内されている。

## 歴史
- 1928年（昭和3年）4月10日：宮城電気鉄道の駅として開業[3]。
- 1944年（昭和19年）5月1日：宮城電気鉄道の国有化により[3]、運輸通信省の駅となる。
- 1956年（昭和31年）7月9日：貨物の取り扱いを廃止[3]。
- 1970年（昭和45年）
  - 7月1日：荷物の扱いを廃止[3]。
  - 9月1日：自動券売機を設置[4]。
- 1987年（昭和62年）4月1日：国鉄分割民営化により、東日本旅客鉄道（JR東日本）の駅となる[3]。
- 2003年（平成15年）10月26日：ICカード「Suica」の利用が可能となる[5]。
- 2005年（平成17年）4月1日：業務委託化。
- 2011年（平成23年）
  - 3月11日：東日本大震災により、営業を休止。
  - 5月28日：営業を再開[6]。
- 2015年（平成27年）5月30日：当駅から陸前小野駅までの運行を再開[7]。同時に松島駅への東北本線支線が開業し、接続線経由の仙石東北ラインの運行を開始。
- 2024年（令和6年）10月1日：えきねっとQチケのサービスを開始[1][8]。

### 東北本線との接続線設置
2011年（平成23年）の東日本大震災で不通となっていた当駅 - 陸前小野駅間の復旧工事の終了に時期をあわせて、当駅付近と東北本線松島駅付近の間に仙石線・東北本線接続線を設け、仙石線の石巻駅方面からの列車を東北本線に乗り入れ仙台駅まで直通させる計画が策定された。その後、2013年（平成25年）3月25日に国土交通省より認可され、2015年（平成27年）5月30日に「仙石東北ライン」として開業した。
現在、仙石東北ラインの列車がない時間に接続線を経路に含む101キロメートル以上の乗車券（仙台近郊区間完結を除く）や定期券（主に愛宕駅方面から手樽駅方面を結ぶ区間）で、当駅で途中下車して、松島駅から再び乗車する方法もある（その逆も可）。また、仙石東北ラインを経路に含む定期券・回数券（ただし、回数券は途中下車は認められない）で東北本線列車を使って松島駅にて乗下車することもできる。いずれの場合も部分放棄となるが、部分的な払戻は一切行われない。

## 駅構造
島式ホーム1面2線を有する地上駅になっている。駅舎とホームはあおば通方の構内踏切によって結ばれている。木造駅舎を有する。
多賀城駅管理の業務委託駅（JR東日本東北総合サービス委託）で、窓口、自動券売機、簡易Suica改札機が設置されている。早朝、日中の一部時間帯、夜間は駅員が不在となる。
仙台方面からの仙石線の列車の半数程度は当駅で折り返しとなる。
仙石線・東北本線接続線の仙石線側分岐点は、当駅構内扱いとなっている。以前は仙石東北ライン列車の無線切り替えを接続線内で行っていたので、列車は接続線内で必ず運転停車をしなければならなかったが、無線の切り替えを当駅ホームで行うように変更したことにより、接続線内を無停車で通過できるようになった。
東日本大震災の影響により、2015年（平成27年）5月29日まで当駅 - 陸前小野駅間は運転を見合わせ、当駅での折り返し運転を実施していた。矢本駅までの代行バス停留所は、駅から離れた松島町中央公民館前に設置されていたため、列車と代行バスは松島海岸駅で乗り継ぐよう案内されていた。

### のりば
| 番線 | 路線                            | 方向 | 行先               | 備考      |
| ---- | ------------------------------- | ---- | ------------------ | --------- |
| 1    | ■仙石線 （■仙石東北ライン含む） | 下り | 石巻方面           | 一部2番線 |
| 2    | ■仙石線                         | 上り | 仙台・あおば通方面 | 一部1番線 |
| 2    | ■仙石東北ライン                 | 上り | 塩釜・仙台方面     | 一部1番線 |

- 1番線が下り本線、2番線が上り本線であるが、どちらも上下両方向に場内・出発信号機がある。

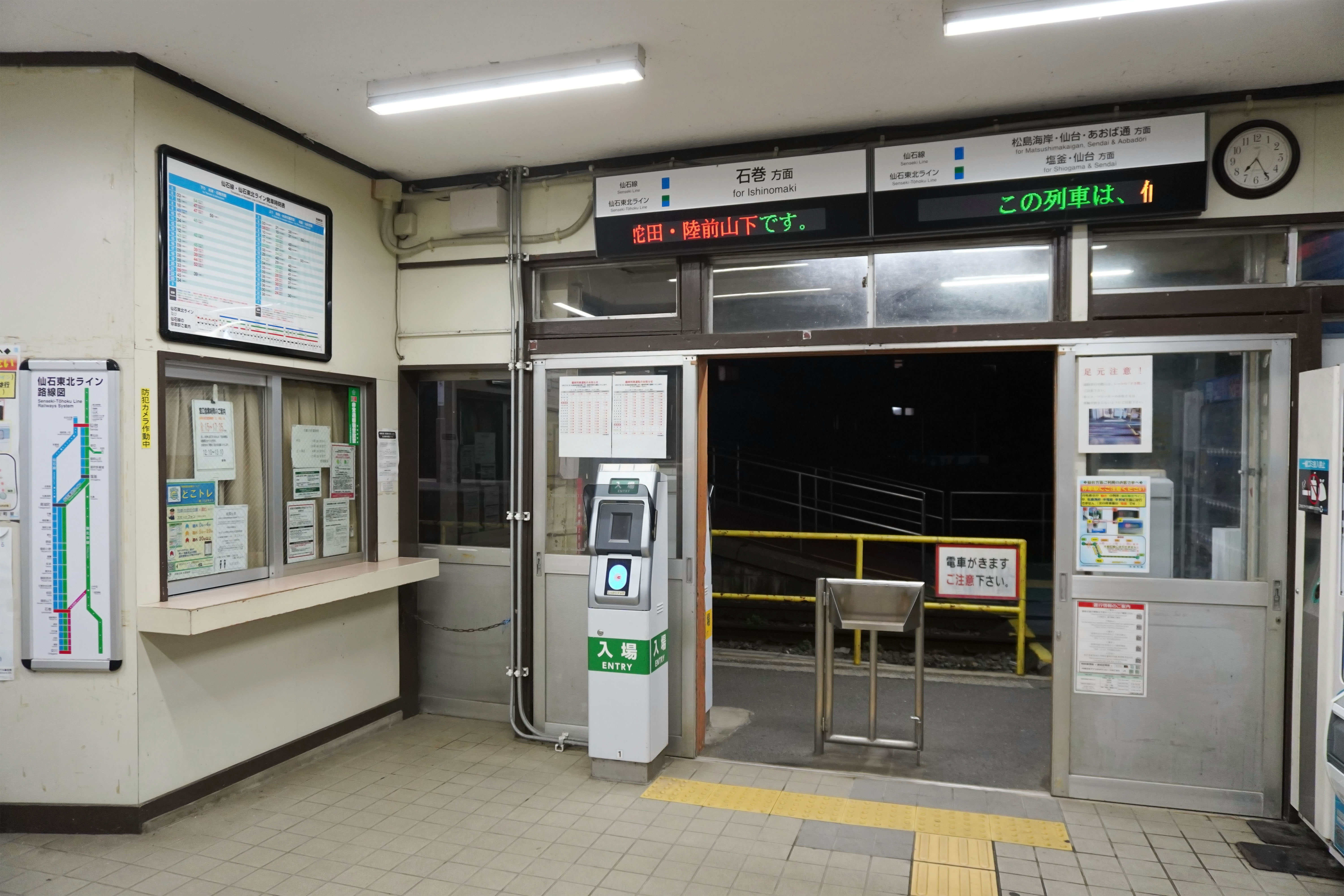
改札口（2023年8月）
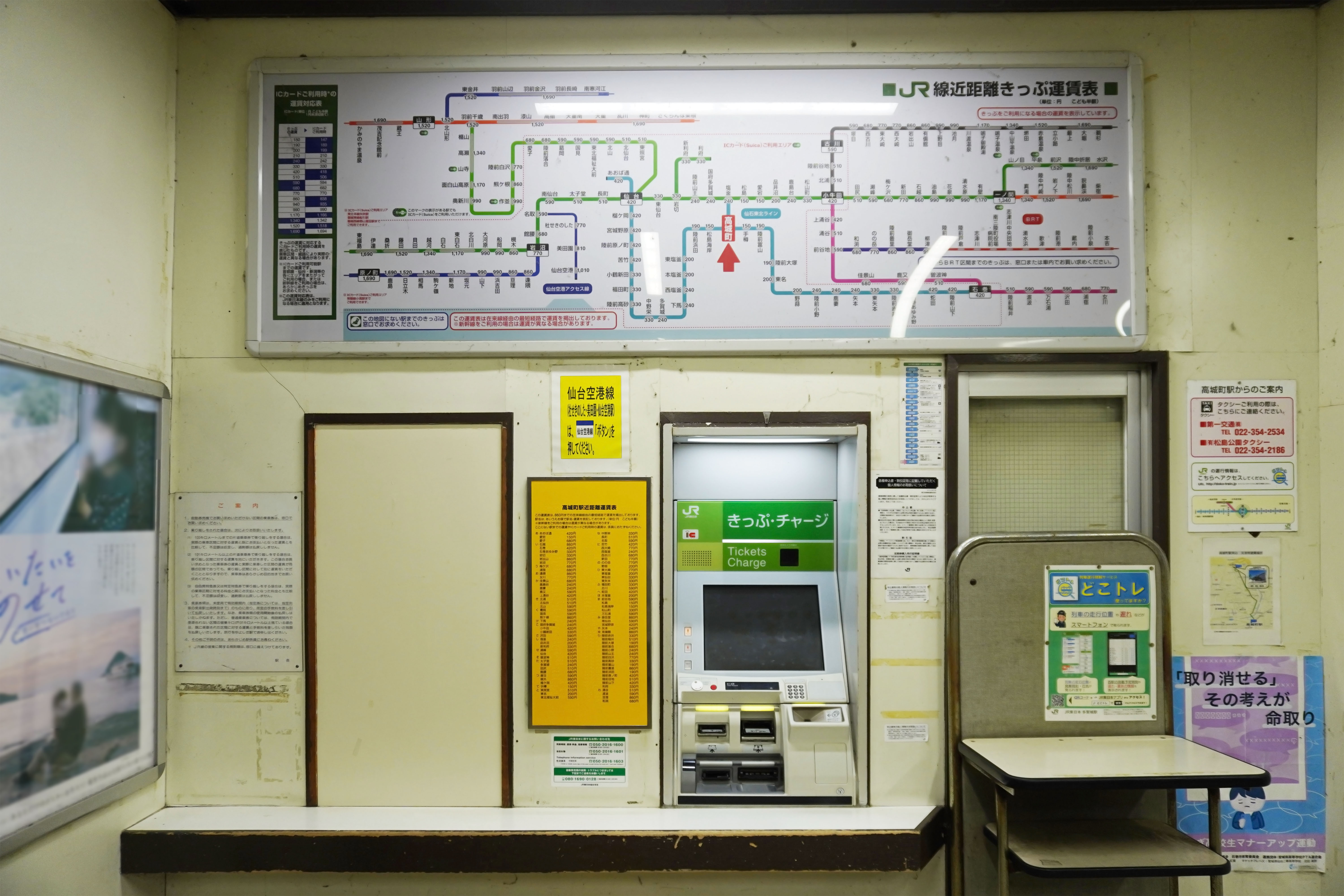
自動券売機（2023年8月）
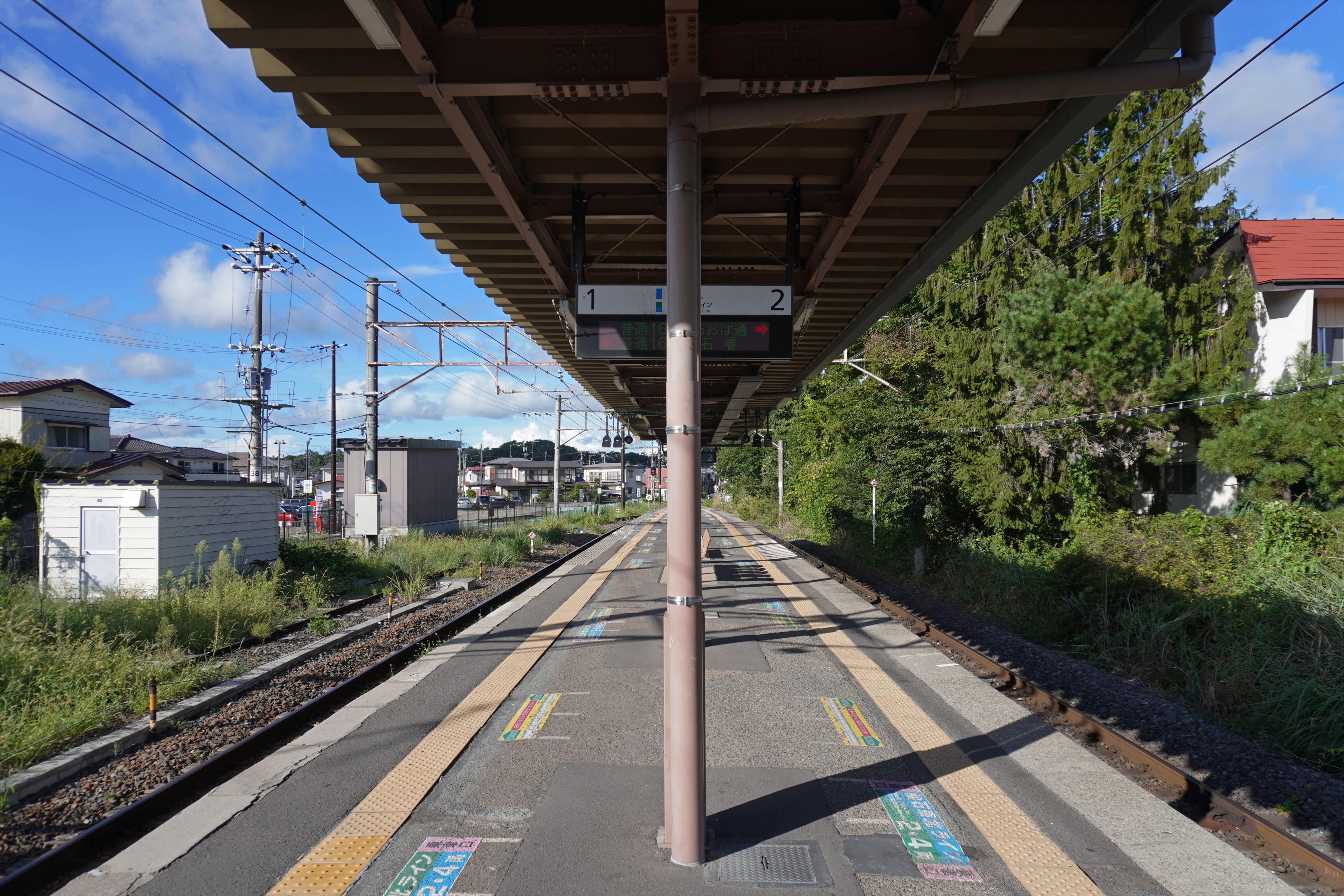
ホーム（2023年8月）
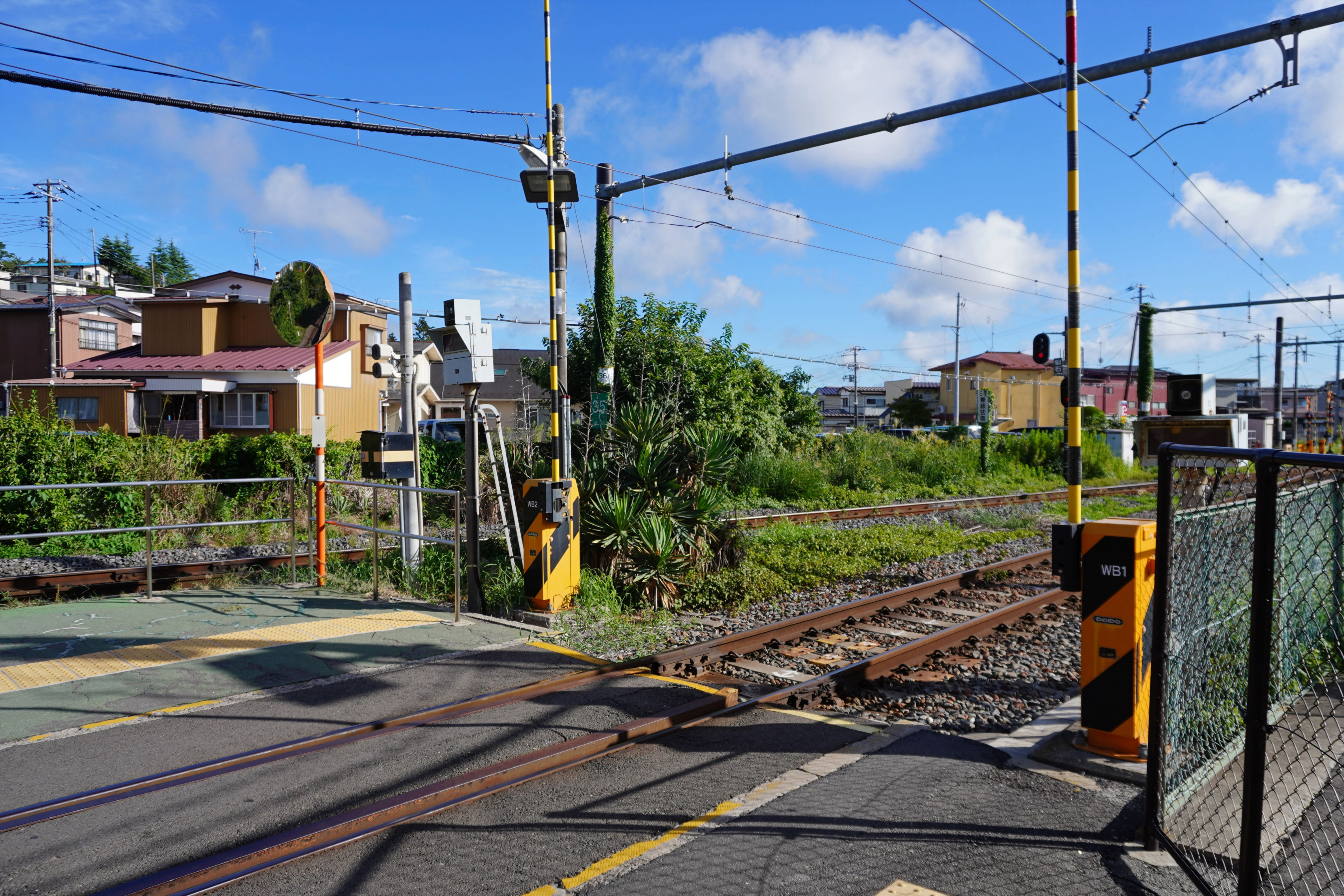
構内踏切（2023年8月）

## 利用状況
JR東日本によると、2023年度（令和5年度）の1日平均乗車人員は1,227人である。
2000年度（平成12年度）以降の推移は以下のとおりである。
| 1日平均乗車人員推移 | 1日平均乗車人員推移 | 1日平均乗車人員推移 | 1日平均乗車人員推移 | 1日平均乗車人員推移 |
| 年度                | 定期外              | 定期                | 合計                | 出典                |
| ------------------- | ------------------- | ------------------- | ------------------- | ------------------- |
| 2000年（平成12年）  |                     |                     | 1,225               | [ 利用客数 2 ]      |
| 2001年（平成13年）  |                     |                     | 1,201               | [ 利用客数 3 ]      |
| 2002年（平成14年）  |                     |                     | 1,165               | [ 利用客数 4 ]      |
| 2003年（平成15年）  |                     |                     | 1,159               | [ 利用客数 5 ]      |
| 2004年（平成16年）  |                     |                     | 1,140               | [ 利用客数 6 ]      |
| 2005年（平成17年）  |                     |                     | 1,127               | [ 利用客数 7 ]      |
| 2006年（平成18年）  |                     |                     | 1,089               | [ 利用客数 8 ]      |
| 2007年（平成19年）  |                     |                     | 1,084               | [ 利用客数 9 ]      |
| 2008年（平成20年）  |                     |                     | 1,075               | [ 利用客数 10 ]     |
| 2009年（平成21年）  |                     |                     | 1,102               | [ 利用客数 11 ]     |
| 2010年（平成22年）  |                     |                     | 1,047               | [ 利用客数 12 ]     |
| 2011年（平成23年）  | 非公表              | 非公表              | 非公表              |                     |
| 2012年（平成24年）  | 330                 | 748                 | 1,078               | [ 利用客数 13 ]     |
| 2013年（平成25年）  | 337                 | 829                 | 1,167               | [ 利用客数 14 ]     |
| 2014年（平成26年）  | 324                 | 835                 | 1,160               | [ 利用客数 15 ]     |
| 2015年（平成27年）  | 387                 | 981                 | 1,368               | [ 利用客数 16 ]     |
| 2016年（平成28年）  | 382                 | 1,064               | 1,446               | [ 利用客数 17 ]     |
| 2017年（平成29年）  | 378                 | 1,065               | 1,444               | [ 利用客数 18 ]     |
| 2018年（平成30年）  | 372                 | 1,061               | 1,433               | [ 利用客数 19 ]     |
| 2019年（令和元年）  | 365                 | 1,084               | 1,450               | [ 利用客数 20 ]     |
| 2020年（令和02年）  | 247                 | 931                 | 1,178               | [ 利用客数 21 ]     |
| 2021年（令和03年）  | 271                 | 958                 | 1,229               | [ 利用客数 22 ]     |
| 2022年（令和04年）  | 294                 | 900                 | 1,195               | [ 利用客数 23 ]     |
| 2023年（令和05年）  | 317                 | 909                 | 1,227               | [ 利用客数 1 ]      |

## 駅周辺
駅は松島町市街地の中にある。東北本線の松島駅は、当駅から1キロメートルほどの距離である。
- 仙台農業協同組合松島支店
- 松島町役場
- 七十七銀行松島支店
- 松島郵便局
- 宮城県松島高等学校
- 松島町文化観光交流館「アトレ・るHall」
- 藤田喬平ガラス美術館
- A&COOP松島店
- 大江戸温泉物語 ホテル壮観
- 大郷町住民バス「高城町」停留所および松島町営バス「高城中央広場前」停留所

## 隣の駅
東日本旅客鉄道（JR東日本）
■仙石線
■普通
松島海岸駅 - 高城町駅 - 手樽駅
■■仙石東北ライン
■特別快速
塩釜駅 - 高城町駅 - 矢本駅
■快速（赤快速）・■快速（緑快速）
塩釜駅 - （※） - 高城町駅 - 野蒜駅
※：運賃計算上は松島駅を経由する。

### 記事本文